# بيت إيكيلار
بيت إيكيلار (بالهولندية: Piet Ikelaar) مواليد 1896- الوفاة 1992، كان دراج هولندي. سبق أن شارك في دورة الألعاب الأولمبية الصيفية وفاز بميدالية أولمبية.

## الميداليات
| الميدالية | المسابقة                       |
| --------- | ------------------------------ |
| برونزية   | الألعاب الأولمبية الصيفية 1920 |
| برونزية   | الألعاب الأولمبية الصيفية 1920 |

## روابط خارجية
- بيت إيكيلار على موقع أرشيف الدراجات (الإنجليزية)
- بيت إيكيلار على موقع إحصائيات الدراجات الإحترافية (الإنجليزية)
- بيت إيكيلار على موقع أوليمبيديا (الإنجليزية)